# Giuseppe Schirò Di Maggio
Giuseppe Schirò Di Maggio (Zef Skiro Di Maxho in albanese; Piana degli Albanesi, 11 gennaio 1944) è uno scrittore, poeta e drammaturgo italiano di cultura, lingua e appartenenza arbëreshe.
Giornalista, traduttore, saggista, è uno dei rappresentanti più della letteratura arbëreshe contemporanea.

## Biografia
Giuseppe Schirò (Di Maggio)  è nato l'11 gennaio 1944 a Piana degli Albanesi, la più grande e popolosa comunità arbëreshe/albanese di Sicilia.
Per non essere ritenuto o scambiato per i numerosi omonimi, ha aggiunto al proprio cognome quello materno "Di Maggio". Si è laureato in lettere classiche a Palermo con una tesi sul Këthimi di Zef Schirò e ha insegnato lettere in provincia di Torino e per vent'anni nella Scuola Media Statale "Dhimitër Kamarda" di Piana degli Albanesi.
Trascrittore e produttore di molteplici testi in lingua arbëreshe, tra i vari taluni stesi nei Quaderni Biblos (Kartularet e Biblos) curati dalla Biblioteca di Piana degli Albanesi, è stato editore e direttore della rivista letteraria Mondo Albanese. Conosciuto come uno dei più influenti poeti odierni d'Arberia, è apprezzato in Albania, nonché presso le minoranze albanesi della Macedonia e del Montenegro. Poeta lirico, epico e satirico, giornalista e saggista, operatore tra i più autorevoli e prolifici esponenti della letteratura arbëreshe contemporanea, ha al suo attivo un cospicuo numero di raccolte liriche e di opere teatrali rigorosamente bilingui, presentate in parecchie antologie pubblicate dentro e fuori l'Italia, nonché manuali didattici destinati all'educazione linguistica arbëreshe. Ha curato la traduzione in albanese di un testo religioso.

## Opere principali

### Poemi
- Nëpër udhat e Parrajsit Shqipëtarë dhe t'Arbëreshë (Viaggio nel Paradiso Albanese) - Piana degli Albanesi, 1974.
- Lufta e mivet me brethqit (Batracomiomachia) -  Piana degli Albanesi, 1975.
- Fatosat (I nuovi eroi italo-albanesi, ovvero la logica delle cose) - Settimo Torinese, 1977/79.

### Poesia
- Sunata (Sonata) - poesie 1965/'75 - Settimo Torinese.
- Më para se të ngriset (Prima che si faccia buio) - Settimo Torinese, 1977.
- APKLPS, fotofjalë (Fotoparole) - Settimo Torinese, 1980.
- Kopica e ndryshku (La tignola e la ruggine) - Palermo, 1981.
- Gjuha e bukës - Redaktor Ali Podrimja; zgjedhje e pasthënie: Rexhep Ismaili, Rilindja, 1981 - Prishtinë (Kosova).
- Përtej maleve prapa Kodrës - zgjedhur dhe përgatitur nga Nasho Jorgaqi - Shtepia Botuese "Naim Frashëri" - Tirana, 1985.
- Vjeç të tua 500 (500 anni tuoi) - Mas Rushi Arbëresh - Mastro Giò Italo-Albanese - Ed. Mondo Albanese, 1988.

- Laerti, i jati (Laerte, il padre) - Ed. Mondo Albanese -  Piana degli Albanesi, 1989.
- Metaforë (Metafora) - Ed. Mondo Albanese, 1990.
- Kosova Lule (Fiore Kosovo) - Ed. Mondo Albanese, 1991.
- Anije me vela e me motor (Navi a vela e a motore) - Ed. Mondo Albanese, 1992.
- Ne pas se pencher au dehors - Ed. Mondo Albanese, 1994.
- Poezi ghushtotre e tjera (Poesie agostane e altre) - Ed. Mondo Albanese, 1995.
- Kopshti im me dritare (L'orto e le finestre) - Ed. Mondo Albanese, 1996.
- Dhembje e ngrirë (Dove antico dolore) - zgjodhi, shtjelloi dhe shkroi parathënien Anton Nikë Berisha - Palermo, 1998.
- Gieometri dhe ikje (Geometrie e fughe) - 1998 -Ed. Mondo Albanese.
- Sontete (Sonetti) - Ed. Mondo Albanese, 1999.
- Poezi dashurie në kohë vdekjeje (Poesie d'amore in tempo di morte) - Kosova Martire Secondo Trimestre, 1999.
- Atje kam (La mia MOREA) - versi bilingui, Salvatore Sciascia Ed., Caltanissetta, 2004.
- Ishuj  - Piana degli Albanesi, 2007.
- Trimdita (Giorneroe) - Piana degli Albanesi, 2009.

### Scritti teatrali
- Dashuri magjkië  (Amore magico) - Ed. Mondo Albanese, 1982.
- Pethku (L'eredità) - Ed. M. Albanese, 1982.
- Paja (La dote) - Ed. M. Albanese, 1983.
- Mushti 1860 (Mosto 1860) - Ed. M. Albanese, 1984.
- Shumë vizita (Molte visite) - Ed. M. Albanese, 1986.
- Oremira (Il portafortuna) - Ed. M. Albanese, 1988.
- Për tokën fisnike të Horës (Della nobile Terra della Piana) - Ed. M. Albanese, 1989.
- Investime në jug (Investimenti al sud) - Ed. M. Albanese, 1990.
- Mëso artën (Impara l'arte) - Ed. M. Albanese, 1992.
- Gjinde si tjera (Gente comune) - Ed. M. Albanese, 1992.
- Kërkuesit (I cercatori) - Ed. M. Albanese, 1994.
- Lule të shumta ka gjinestra (Ha molti fiori la ginestra) - Quaderni di Biblos - Comune di Piana degli Albanesi, 1997.
- Ujët e Rruzahajnit (Alla ricerca dell'acqua potabile) – Ed. M. Albanese, 1999.
- Flutura çë do fluturonjë (Flutura che vuole volare), Piana degli Albanesi, 2005.
- Gjëndje e përkohshme (Situazione provvisoria), Piana degli Albanesi, 2006.